# 堀内朗
堀内 朗（ほりうち あきら、1960年（昭和35年）11月29日 - ）は、日本の内科医。専門は消化器、消化器内視鏡。昭和伊南総合病院（駒ヶ根市）消化器病センター長。

## 略歴
長野県上伊那郡飯島町出身。長野県伊那北高等学校、信州大学医学部卒。同大助手、アメリカ合衆国への留学などを経て、1999年（平成11年）に昭和伊南総合病院に着任。当時は胃がんが多かったが、苦しさを理由に内視鏡検査を嫌う患者を目の当たりにし、「医療側の配慮が足りなかった」と患者の負担軽減策を模索。細径スコープでの検査などを経て全身、麻酔薬の使用や、検査時に発見したポリープを同時に除去する方法を導入し、「駒ヶ根方式」として知られ、全国から患者や視察が集まるようになった。2018年（平成30年）、「座位で行う大腸内視鏡検査―自ら試してわかった教訓」の論文で、イグノーベル医学教育賞を受賞した。

## 臨床研究

### 信州大学病院時代の活動（1993年〜1999年）
信州大学での自己免疫性膵炎との出会い
信州大学第二内科学教室では若い医局員が関連病院へ出向すると、経験した興味深い症例を医局に持ち寄って発表し、指導を受ける外勤症例呈示という研修システムがあった。1993年、当時諏訪赤十字病院に外勤していた堀内が膵悪性リンパ腫症例を外勤症例呈示し、討論の中で膵管像より「びまん性膵管狭細型膵炎」の可能性を指摘された。堀内は翌年、仙台での消化器病学会で同症例を発表し、土岐文武医師より「びまん性膵管狭細型膵炎」であると指摘され、本疾患概念を改めて認識し、膵悪性リンパ腫と鑑別困難例として論文発表した。これが信州大学関連第一例目である。
堀内は1995年に帰局し1999年までの在籍期間中、実に精力的に自己免疫性膵炎の臨床研究に力を注いだ。当時、消化器病学会甲信越地方会で他施設より自己免疫性膵炎の発表があると主治医に要請して症例を紹介し、県内症例を積極的に集積して臨床像を多くの論文にまとめあげた。そのおかげで2000年頃には日本国内で最も多い20例近くの症例が集積され、自己免疫性膵炎は長野県に多いので、信州の風土病ではないかとも噂されるようになった。しかし、実情は堀内の努力のおかげであった。その堀内も医局の都合で関連病院へ出向しなければならなくなり、自己免疫性膵炎研究の炎も消えかかりそうになってきた。　　　　

### 昭和伊南総合病院での代表的な活動（1999年〜）

#### 日本におけるクリーコロン普及による大腸癌死撲滅達成
2018年（平成30年）、「座位で行う大腸内視鏡検査―自ら試してわかった教訓」の論文で、イグノーベル医学教育賞を受賞した。受賞理由は、「座位で行う大腸内視鏡検査 - 自ら試してわかった教訓」として、堀内自らのお尻で、座ったままの姿勢で大腸内視鏡検査を受ける方法を研究した成果が評価された。胃癌予防として長野県飯島町では、ピロリ菌検査と除菌を町レベルで実施し、成人式ではピロリ菌検査を贈呈する取り組みを紹介された。さらに胃癌、大腸癌に対しては、予約無しで当日検査を受けられ、検査後は60分で検査前の状態に回復できる鎮静剤を用いた駒ヶ根方式を確立した。11年間15万症例のデータをClin. Gastroenterol Hepatol.2019年に報告した。また、大腸癌に対しては、米国で2000年代より取組まれていたクリーンコロンキャンペーンを元に、2008年より取組んできた。これは、米国で50歳になったら大腸内視鏡検査を受け、大腸ポリープの摘除まで行うキャンペーンで、化学療法の進展と合わせて大腸癌の発生率抑制、大腸癌による死亡率減少に大きく貢献したとされる。日本で一般的に行われている高周波切開凝固装置を用いたホットスネアポリペクトミーでは、遅発性出血のリスクは予測できず、またワルファリンが投与されている患者さんは服薬を中止し、ヘパリンに置換した後に行うことが推奨されている。米国DDWでDr. Douglas K Rexによる10mm以下のポリペクトミーは基本的には焼灼せずに、機械的に摘除するコールドポリペクトミーの発表を知り、2008年より鉗子によるコールドフォーセスポリペクトミーとスネアを用いたコールドポリペクトミーを施行した。この手法では、ワーファリンを投与されている患者さんであっても、ほとんど出血が無く、遅発性出血が少ないことが世界で初めて証明した。2013年に医師主導治験の結果を論文として発表し、その後多くの先生の追試により有用性が確認された。プロポフォールとコールドスネアポリペクトミーを用いることで、クリーンコロンによる大腸癌死ゼロの普及に取り組んでいる。

#### 高齢者の嚥下障害と診断と治療
現在は、高齢の嚥下障害者に対して胃瘻を作ることを遅らせる、作らずに最後まで看取れないかというテーマに取組んでいる。経鼻内視鏡を用いて嚥下機能検査を行い、兵頭・駒ヶ根スコアに基づいた機能評価と嚥下が可能なゼリー（ゲル化剤）、交互嚥下により経口摂取を出来る限り継続することで、胃瘻を必要としない世の中を目指している。
通常の嚥下内視鏡検査や嚥下造影検査との相違点
通常、耳鼻咽喉科医や歯科医が実施している嚥下内視鏡検査は、送気・送水・吸引機能を有さない外径3mmの内視鏡を使用している。多くの場合、携帯型のどこにでも持ち運べるタイプで往診先でも容易に検査ができることが長所である。極細径であるため鼻腔の局所麻酔を使用せずに実施できる。短所は、重症の嚥下障害者では、口腔内に唾液・食物が残留し見えにくい場合には検査が困難なことである。この状態で検査を継続することは消化器内視鏡医などの嚥下機能検査初学者には困難なことが多い。一方、経鼻内視鏡を使用すると、鼻腔の局所麻酔は必要であるが、送気・送水・吸引機能を有するため口腔内の唾液を吸引して検査を継続できる。筆者の私見では、通常の嚥下内視鏡検査はこれまでは比較的軽症の嚥下障害者を対象に嚥下機能評価が実施されたが、経鼻内視鏡による嚥下機能評価法は重症の嚥下障害者の評価も可能である。嚥下造影検査では、摂食、嚥下障害の検査法のゴールドスタンダードと考えられているが、透視室への移動、透視による被曝、実際の摂食場面の再現が困難であるという問題がある。加えて、被検者が食べたい、被検者に食べさせたい食物の嚥下状態を直接評価することは困難である。一方、経鼻内視鏡による嚥下機能評価ではこれが可能で、もしも食物が誤嚥したとしてもよく見えるので吸引を含めた処置が容易で安全に対処できる。
兵頭・駒ヶ根スコアを利用した嚥下機能評価の利用法
嚥下障害のリハビリテーションとしては、実際の食事に対処する嚥下運動訓練や認知力訓練が行われる。
具体的には、
- 食品の調整（トロミ剤とゲル化剤）
- 誤嚥防止の姿勢形成や食べ方（クラッシュゼリー等を使用した交互嚥下による咽頭残留物の除去）と食べさせ方
- 口腔ケア である。

これらの方法は本人が自立的に行っていく事を期待するが、介助者が行うことで効果が期待できることも多い。たとえば姿勢については、
- 座位姿勢の安定化
- 両上肢の自由な利き手とテーブル面への支持
- 頭部前屈位 がポイントである。

兵頭・駒ヶ根スコアを利用した嚥下障害者に対する対処法：0−4点の軽症者では、食事に集中するように指導するだけでも効果が期待でき、嚥下時の頭部前屈位の有用性を理解していただくことも大切である。
5−7点の中等症者は、トロミ材の濃さ、ゲル化剤の利用など嚥下調整食品の調整に重点を置く。高齢者では、食品の口腔内の残留が誤嚥性肺炎の原因になることが多いので水分ゼリーを利用した交互嚥下が有用である。
8点の嚥下障害者においては、アイソニックグリーンゼリーを利用した嚥下訓練（1回30分以内、1日3回、ゼリーを嚥下するだけ）が有用であった。実際、当センターの経験では兵頭・駒ヶ根スコア８点の患者12名のうち、4名（33％）が兵頭・駒ヶ根スコア7点以下となり、ペースト食の経口摂取が可能になった。

#### 小児科医による内視鏡検査の普及
小児科医を中心とした研修対象者全員が、上部消化管内視鏡検査では2週間で約100例を経験し、単独で検査を完遂可能になった。下部消化管内視鏡検査では、盲腸到達率は2週間で約70%以上、6週間で約95%以上、3ヶ月で内視鏡治療を実施できるレベルに到達した。消化管内視鏡検査のトレーニングに時間をあまり割けない研修医、医師においても実施可能な消化管内視鏡検査トレーニング法、駒ヶ根プログラムを確立した。医療側の内視鏡検査の敷居を下げる活動を積極的に実施してきた。
駒ヶ根プログラム
昭和伊南総合病院では、患者側だけでなく、医療側の内視鏡検査・治療の敷居を下げることを目標に活動してきたので時間的、経済的な負担の少ない研修システムを目指している。2006年からプロポフォールを全面使用して内視鏡検査・治療を実施してきたが、研修上、偶発症が極めて少ないことが大きな特徴である。下部内視鏡検査における腸管穿孔については、この10年間約3万件で1件のみであった。当センターで実施しているプロポフォールを使用する鎮静法（駒ヶ根プロポフォール鎮静法）では、消化管の緊張を十分に取ることができるために内視鏡研修が容易なだけでなく、安全に研修できる。
当センターは、常勤2名の指導医と非常勤2名の指導医の指導のもとに、駒ヶ根プログラムと称される短期内視鏡研修プログラムに基づいて内視鏡研修が行われている。まったく消化管内視鏡検査の経験がない初学者であっても上部消化管内視鏡検査は2週間で約100件研修できるカリキュラムになっており、少なくとも最終日には指導医の指導のもとに単独で検査ができるレベルに到達する。
上部消化管内視鏡検査100件施行後である3週目から6週間は上部消化管内視鏡検査に加えて、約100件の下部内視鏡検査の研修が加わる。そして、研修開始2ヶ月後には下部内視鏡検査のレベルは、盲腸到達率95%のレベルに達する。その後、1ヶ月間に消化管止血術と大腸ポリープ摘除術（コールドスネアポリペクトミーとEMR）を習得して、駒ヶ根プログラム3ヶ月コースは終了する。これまでに10名の医師が参加し、全員がカリキュラムを達成している。3ヶ月コースでない研修医は、その後、9ヶ月間は、これらの技術の精度向上や消化管ステント留置術、バルーン拡張術、胃瘻造設術の習得に努める。2年目は、ERCPの技術習得を中心に胆膵系の疾患の診断と治療を学ぶ。当センターの特徴は、まったくの初心者のレベルから後方斜視鏡挿入、カニュレーション、処置の３段階のレベルを同時に学ぶ研修システムが確立しているところである。特にプレカットの技術と仰臥位のERCPができるように指導している。3年目は、胃のESDの習得を中心に学ぶことができる。

## 学会
- 日本内科学会　総合内科専門医、指導医
- 日本消化器病学会　消化器病専門医、指導医、学会評議員
- 日本消化器内視鏡学会　消化器内視鏡専門医、指導医、学会評議員
- 日本高齢消化器病学会　評議員
- PEG在宅医療学会　代議員
- 日本ヘリコバクター学会
- American College of Gastroenterology (ACG), Fellow (FACG)
- American  Gastroenterological Association (AGA)
- American Society for Gastrointestinal Endoscopy (ASGE)
- NPO法人PDN(Patient Doctors Network)　理事

## 主要論文
1. Horiuchi A, Graham DY. Special Topics in Procedural Sedation: Clinical Challenges and Psychomotor Recovery. Gastrointest Endosc　80; 404-409, 2014
2. Horiuchi A*, Nakayama Y, Kajiyama M, Tanaka N, Sano K、Graham DY. Removal of small colorectal polyps in anticoagulated patients: a prospective randomized comparison of cold snare and conventional polypectomy. Gastrointest Endosc, 79; 417-423,2014
3. Horiuchi A, Hosoi K, Kajiyama M, Tanaka N, Sano K, Graham DY.　 Prospective randomized comparison of 2 methods of cold snare polypectomy for small colorectal polyps. Gastrointest Endosc 82:686-92,2015
4. 堀内　朗、玉置道生、梶山雅史、他：高齢者のための嚥下内視鏡検査の普及を目指して〜消化器病医の立場から〜在宅医療と内視鏡治療20:11-17, 2016
5. Sato M, Horiuchi A, Tamaki M, Ichise Y, Kajiyama M, Yamamoto Y, Tanaka N. Safety and Effectiveness of Nurse-Administered Propofol Sedation in Outpatients Undergoing Gastrointestinal Endoscopy.Clin Gastroenterol Hepatol.17;1098-1104, 2019
6. Sakamoto T, Horiuchi A, Nakayama Y. Transnasal endoscopic evaluation of swallowing: A bedside technique to evaluate ability to swallow pureed diets in elderly patients with dysphagia. Canadian J Gastroenterol 2013; 8: 459-462
7. Sakamoto T, Horiuchi A, Makino T, et al. Determination of the cut-off score of an endoscopic scoring method to predict whether elderly patients with dysphagia can eat pureed diets. World J Gastrointest Endosc 2016; 8:288-294.
8. Kyodo R, Kudo T, Horiuchi A, Sakamoto T, Shimizu T. Pureed diets containing a gelling agent to reduce the risk of aspiration in elderly patients with moderate to severe dysphagia: a randomized, crossover trial. Medicine 2020; 99:31(e21165).